# Kokusai Ki-76
Kokusai Ki-76  — серійний зв'язковий та розвідувальний літак Імперської армії Японії періоду Другої світової війни.
Кодова назва союзників — «Стелла» (англ. Stella).

## Історія створення
У 1940 році командування Імперської армії Японії замовило фірмі Kokusai розробку літака зв'язку та артилерійського коригувальника.
Розробку очолив Козо Масухара. За взірець був взятий німецький Fieseler Fi 156 Storch, але японський літак не був його точною копією, більше того, розробка японського літака почалась за десять місяців до прибуття Fi 156. На ньому був встановлений двигун Hitachi Ha-42 потужністю 310 к.с., а замість закрилків Фаулера були встановлені щілинні закрилки.
Перший політ відбувся у травні 1941 року. Літак продемонстрував певну нестійкість у польоті, але ним легко могли керувати навіть малодосвідчені пілоти. Порівняльні випробування показали повну перевагу японського літака над німецьким прототипом, і у листопаді 1942 літак був запущений у виробництво під назвою «Армійський зв'язковий літак Тип 3» (або Ki-76).

## Тактико-технічні характеристики

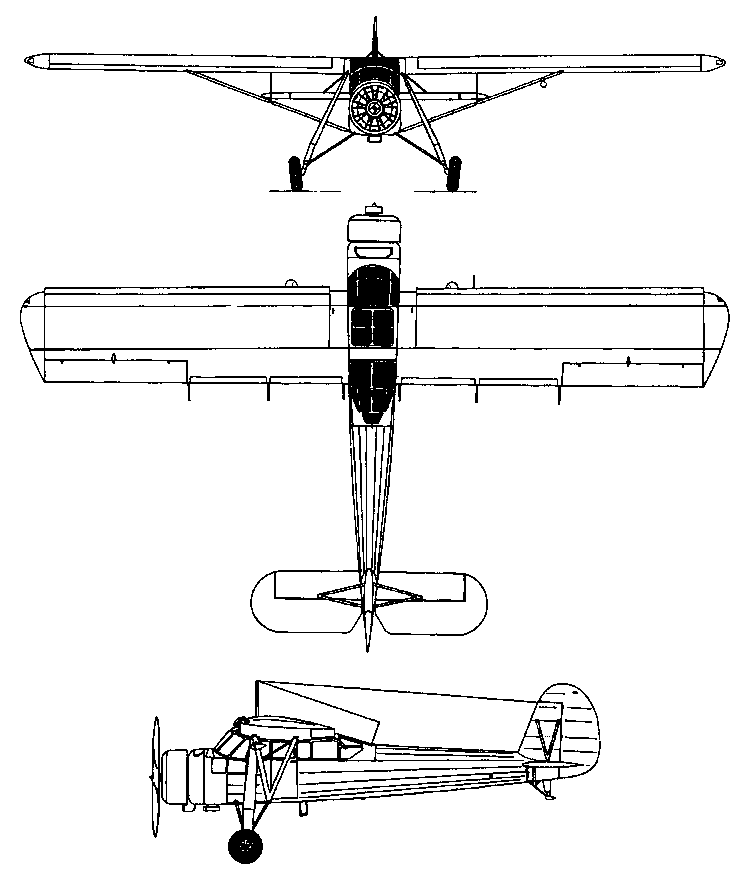

### Технічні характеристики
- Екіпаж: 2 чоловік
- Довжина: 9,56 м
- Висота: 2,90 м
- Розмах крил: 15,00 м
- Площа крил: 29,40 м ²
- Маса пустого: 1 110 кг
- Маса спорядженого: 1 530 кг
- Максимальна маса зльоту: 1 623 кг
- Навантаження на крило: 52 кг/м ²
- Двигуни: 1 х Hitachi Ha-42
- Потужність: 280 к. с. (310 к.с при злеті)
- Питома потужність: 4,9 кг/к.с.

### Льотні характеристики
- Максимальна швидкість: 178 км/г
- Крейсерська швидкість: 150 км/г
- Дальність польоту: 750 км
- Практична стеля: 5 630 м

### Озброєння
- Кулеметне:
  - 1× 7,7 мм кулемет «Тип 89» в турелі спостерігача
- Бомбове
  - 2 х 60-кг глибинні бомби (на деяких літаках)

## Історія використання

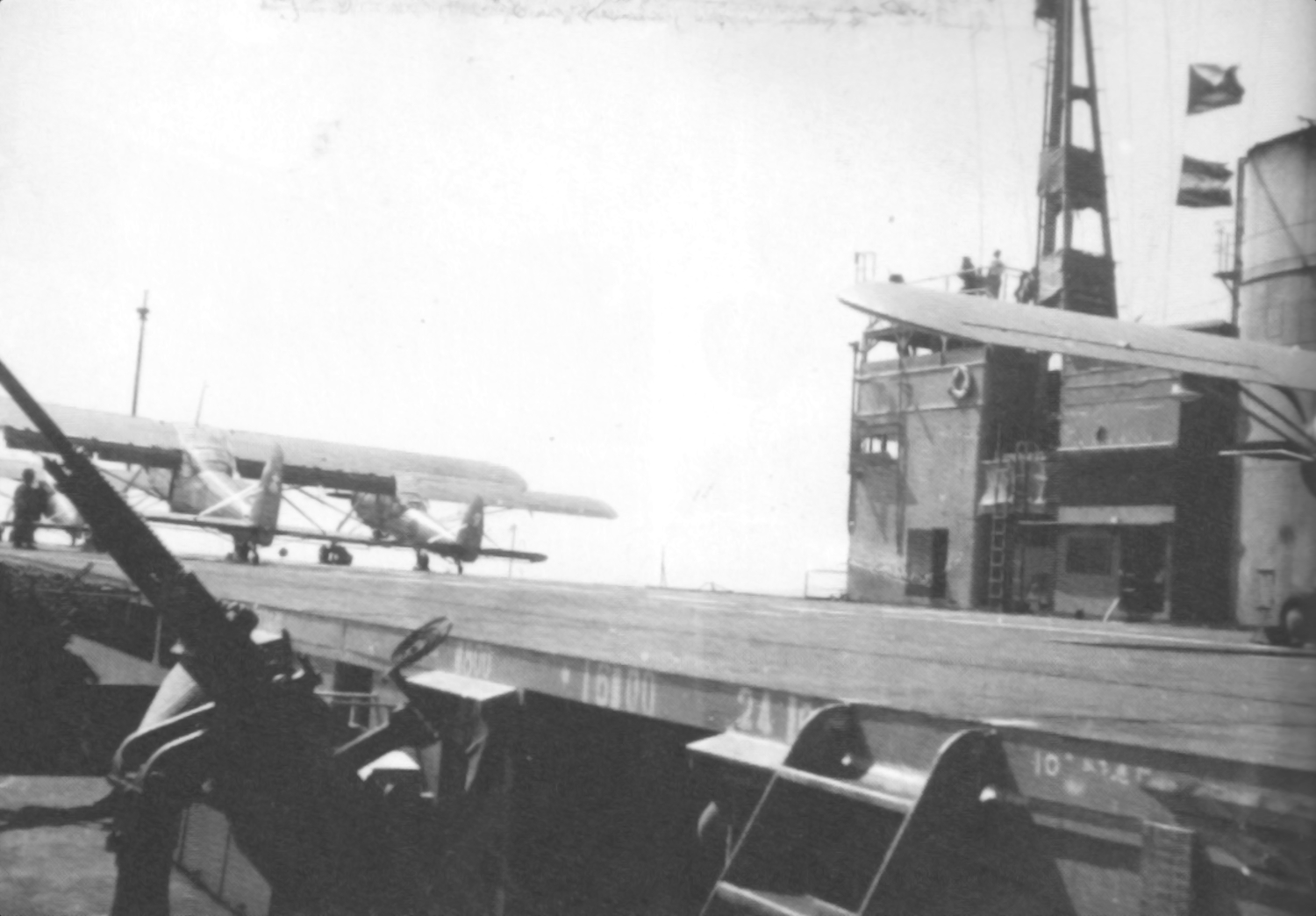
Два Ki-76 на борту авіаносця «Акіцу Мару»

Літак Ki-76 активно використовувався до кінця війни.
Наприкінці 1943 року був випущений протичовновий варіант Ki-76, оснащений посадковим гаком та озброєний двома 60-кг глибинними бомбами. Літаки цієї модифікації діяли з авіаносця «Акіцу Мару», але безрезультатно.